# Jan Szetela
Jan Bolesław Szetela (ur. 27 grudnia 1912 w Grodzisku k. Strzyżowa, zm. 4 czerwca 1994 tamże) – polski ksiądz rzymskokatolicki, prałat, proboszcz w Nowym Mieście, duszpasterz na Kresach Południowo-Wschodnich, wcielonych do ZSRR.

## Życiorys
Pochodził z rodziny chłopskiej, był jednym z siedmiorga dzieci Wincentego i Honoraty z d. Niemiec. Po ukończeniu w 1931 r. Prywatnego Gimnazjum w Strzyżowie wstąpił do Wyższego Seminarium Duchownego w Przemyślu. 24 czerwca 1937 r. otrzymał święcenia kapłańskie z rąk biskupa Franciszka Bardy. Został skierowany do parafii w Nowym Mieście. W czasie okupacji niemieckiej udzielał, na podstawie dekretu biskupa, rozgrzeszenia zbiorowego osobom uwięzionym w niemieckim obozie w Przedzielnicy. W 1945 r. jako jeden z nielicznych księży diecezji przemyskiej pozostał na terenach wcielonych do ZSRR. Oprócz swojej parafii obsługiwał także parafie rzymskokatolickie w Niżankowicach i Błozwi oraz udzielał sakramentów świętych tym Ukraińcom, którzy nie chcieli się pogodzić z likwidacją przez władze radzieckie Cerkwi greckokatolickiej. Organizował też wysyłkę paczek do osadzonych w więzieniach i łagrach. 11 sierpnia 1950 r. został aresztowany przez NKWD i wywieziony do więzienia w Stryju, a następnie skazany na 10 lat łagrów i konfiskatę mienia. W latach 1951–1955 był więźniem łagru i przymusowym robotnikiem w kopalni w Karagandzie w Kazachstanie. 20 października 1955 r. w wyniku rewizji wyroku wyszedł na wolność. Choć namawiany na wyjazd do Polski w jej nowych granicach, to jednak pozostał w Nowym Mieście. W latach 1957–1987 obsługiwał dodatkowo kościół w Dobromilu. W 1990 r., po 53. latach posługi, ze względu na zły stan zdrowia wyjechał do rodzinnej miejscowości. W 1992 r. odzyskał obywatelstwo polskie. W 1993 r. otrzymał godność kapelana honorowego Ojca Świętego.
Został pochowany na cmentarzu w Grodzisku. Jego posługę w Nowym Mieście upamiętnia tablica na tamtejszym kościele.
Drogę kapłańską obrało także dwóch jego młodszych braci, Tadeusz (ksiądz diecezjalny) i Ludwik Stanisław (franciszkanin).